# 11695 Mattei
11695 Mattei este un asteroid din centura principală de asteroizi.

## Descriere
11695 Mattei este un asteroid din centura principală de asteroizi. A fost descoperit pe 22 martie 1998 la Stația Anderson Mesa în cadrul programului LONEOS. Asteroidul prezintă o orbită caracterizată de o semiaxă mare de 2,23 ua, o excentricitate de 0,07 și o înclinație de 6,5° în raport cu ecliptica.